# Platrithiás
Platrithiás (en grec moderne : Πλατρειθιάς) est une localité sur l'île d'Ithaque, en Grèce.

## Population
Selon le recensement de la population de 2021, Platrithiás compte 221 habitants.
| 1991 | 2001 | 2011 | 2021 |
| ---- | ---- | ---- | ---- |
| 209  | 210  | 202  | 221  |